# Cuevas de Andina
Las cuevas de Andina son un sistema de cuevas de origen kárstico situadas cerca de la localidad de Andina en el concejo de El Franco en Asturias. La zona protegida comprende 11,90 hectáreas de un valle originado por depresión kásrstica, siendo las rocas de gran valor  debido a que están formadas por mármoles del cámbrico inferior correspondientes a la formación Vegadeo. La depresión es apenas visible por la abundante vegetación que existe el valle, en la que se puede destacar tejos, acebos, avellanos o fresnos Archivado el 11 de septiembre de 2009 en Wayback Machine..
Fue declarado monumento natural el 4 de abril de 2002.
Actualmente está en proceso avanzado de rehabilitación para el acceso turístico.